# Eufrosina Ducena Camatera
Eufrosina Ducaina Camatera (in greco Ευφροσύνη Δούκαινα Καματερίνα ή Καματηρά?; 1155 circa – 1211) è stata un'imperatrice bizantina per matrimonio dell'imperatore bizantino Alessio III Angelo.
Eufrosina fu la figlia di Andronico Ducas Camatero, un ufficiale di alto rango che deteneva il titolo di megas droungarios (il comandante della guardia a cavallo dell'Imperatore) e di pansebastos e di una sconosciuta donna della famiglia dei Cantacuzeni. Era imparentata con Costantino X e con Irene Ducaena, imperatrice di Alessio I Comneno. Entrambi i fratelli si ribellarono contro l'imperatore Andronico I Comneno; uno fu imprigionato mentre l'altro fu accecato.

## Biografia
Eufrosina sposò Alessio Angelo, fratello più vecchio del futuro imperatore Isacco II Angelo, nel 1169 circa. Sebbene Isacco II avesse distribuito molti titoli e onori al fratello, Alessio sequestrò il trono l'8 aprile 1195, deponendo Isacco e proclamandosi imperatore. Egli fu assistito in questo da Eufrosina, che aveva organizzato un partito di aristocratici avversi all'imperatore. Eufrosina prese il controllo del palazzo e sedò lei stessa l'opposizione, che assicurò l'ascesa del marito al trono con una grande corruzione.
Eufrosina fu una donna dal carattere dominante, versata in politica, e governò di fatto l'Impero in nome di Alessio III, che si preoccupava principalmente di piaceri e frivole battute di caccia. Emanò lei stessa ordini e modificò anche i decreti di Alessio quando le faceva comodo, assicurandosi che venisse richiamato a corte l'abile ministro Costantino Mesopotamita. 
Eufrosina e Alessio furono criticati per il loro amore per il lusso e per l'arricchimento dei loro parenti alle spese dello Stato. Il suo stesso fratello, Basilio Camatero, e il suo figlio adottivo, Andronico Contostefano, accusarono Eufrosina di adulterio con uno dei suoi ministri, un nobiluomo di nome Vatatzes.  Alessio credette alle voci e fece condannare a morte Vatatzes. Eufrosina fu spogliata del titolo imperiale e bandita in un convento a Nematarea nell'ottobre del 1196. In ogni caso, i suoi genitori convinsero Alessio a reinstallarla a corte, e così fu richiamata sei mesi dopo nella primavera del 1197.
Nel 1203, alle prese con la Quarta crociata e con il ritorno di suo nipote Alessio IV Angelo, Alessio III abbandonò Costantinopoli con un enorme tesoro e alcune parenti, inclusa sua figlia Irene.  Eufrosina fu lasciata indietro e subito imprigionata dal nuovo governo. Alessio IV fu presto strangolato da Alessio Ducas, l'amante di sua figlia Eudocia, che poi si autoproclamò imperatore come Alessio V. Nell'aprile del 1204 Eufrosina abbandonò la città assieme a sua figlia e ad Alessio V, e iniziarono un viaggio verso la Diocesi di Mosinopoli, dove suo marito Alessio III si era rifugiato. Tuttavia Alessio III accecò e abbandonò ai Crociati Alessio V, che fu da questi ucciso.
Eufrosina e Alessio III fuggirono attraverso la Grecia fino a Tessalonica e a Corinto, ma furono infine catturati da Bonifacio I del Monferrato e imprigionati. Nel 1209 o 1210 furono riscattati dal loro cugino Michele I d'Epiro, ed Eufrosina rimase per il resto della sua vita ad Arta. Morì nel 1210 o nel 1211.

## Famiglia
Dal marito, Alessio III Angelo, Eufrosina ebbe tre figlie:
1. Irene Angelina, che sposò (1) Andronico Contostefano; (2) Alessio Paleologo, tramite il quale fu la nonna dell'imperatore Michele VIII Paleologo.
2. Anna Angelina, che sposò (1) il Sebastocratore Isacco Comneno, nipote dell'imperatore Manuele I Comneno; (2) l'imperatore Teodoro I Lascaris di Nicea.
3. Eudocia Angelina, che sposò (1) il re Stefan I Prvovenčani di Serbia; (2) l'imperatore Alessio V Ducas; (3) Leone Sguro, despota di Corinto.